# Эдди (округ, Северная Дакота)
Округ Эдди (англ. Eddy County) располагается в штате Северная Дакота, США. Официально образован в 1885 году. По состоянию на 2013 год, численность населения составляла 2404 человека.

## География
По данным Бюро переписи США, общая площадь округа равняется 1 800,052 км2, из которых 1 631,702 км2 — суша, и 14,000 км2, или 2,190 % — это водоёмы.

## Население
По данным переписи населения 2000 года в округе проживает 2757 жителей в составе 1164 домашних хозяйств и 743 семей. Плотность населения составляет 2,00 человека на км2. На территории округа насчитывается 1418 жилых строений, при плотности застройки около 1,00-го строения на км2. Расовый состав населения: белые — 96,37 %, афроамериканцы — 0,07 %, коренные американцы (индейцы) — 2,36 %, азиаты — 0,15 %, гавайцы — 0,07 %, представители других рас — 0,25 %, представители двух или более рас — 0,73 %. Испаноязычные составляли 0,62 % населения независимо от расы.
В составе 27,70 % из общего числа домашних хозяйств проживают дети в возрасте до 18 лет, 56,40 % домашних хозяйств представляют собой супружеские пары, проживающие вместе, 5,00 % домашних хозяйств представляют собой одиноких женщин без супруга, 36,10 % домашних хозяйств не имеют отношения к семьям, 34,20 % домашних хозяйств состоят из одного человека, 20,40 % домашних хозяйств состоят из престарелых (65 лет и старше), проживающих в одиночестве. Средний размер домашнего хозяйства составляет 2,30 человека, и средний размер семьи 2,96 человека.
Возрастной состав округа: 23,60 % — моложе 18 лет, 6,10 % — от 18 до 24, 22,50 % — от 25 до 44, 23,10 % — от 45 до 64, и 23,10 % — от 65 и старше. Средний возраст жителя округа — 44 года. На каждые 100 женщин приходится 95,50 мужчин. На каждые 100 женщин старше 18 лет приходится 92,30 мужчин.
Средний доход на домохозяйство в округе составлял 28 642 USD, на семью — 37 625 USD. Среднестатистический заработок мужчины был 24 063 USD против 20 344 USD для женщины. Доход на душу населения составлял 15 941 USD. Около 6,90 % семей и 9,70 % общего населения находились ниже черты бедности, в том числе — 11,50 % молодежи (тех, кому ещё не исполнилось 18 лет) и 11,00 % тех, кому было уже больше 65 лет.